# Uriah Butler Highway
Der Uriah Butler Highway (schriftlich oft als UBH abgekürzt) ist eine trinidadische Fernstraße. Er verläuft in Nord-Süd-Richtung zwischen Champs Fleurs im East-West Corridor und der größten Stadt Trinidads, Chaguanas.

## Verlauf
Der Uriah Butler Highway beginnt in der zwischen San Juan und St. Joseph gelegenen Kleinstadt Champs Fleurs, mitten im East-West Corridor, der mit ca. 550.000 Einwohnern größten Agglomeration und dem wichtigsten Wirtschaftsstandort des Landes. Der Highway zweigt von der Eastern Main Road ab, der wichtigsten West-Ost-Verbindung Trinidads neben dem parallel verlaufenden Churchill Roosevelt Highway, den der Uriah Butler Highway auf dem Weg nach Süden nach vier Kilometern bei Valsayn kreuzt. Einen Kilometer weiter überquert der Highway den Caroni River, den zweitgrößten Fluss Trinidads, um dann sechs Kilometer entlang des Caroni Swamp durch ländliches Gebiet zu führen. Bei Kilometer elf führt die Straße auf das Stadtgebiet von Chaguanas, um fünf Kilometer weiter südlich im Stadtzentrum auf Höhe der Einmündung der Southern Main Road zu enden und als Sir Solomon Hochoy Highway weiterzuführen.

## Geschichte

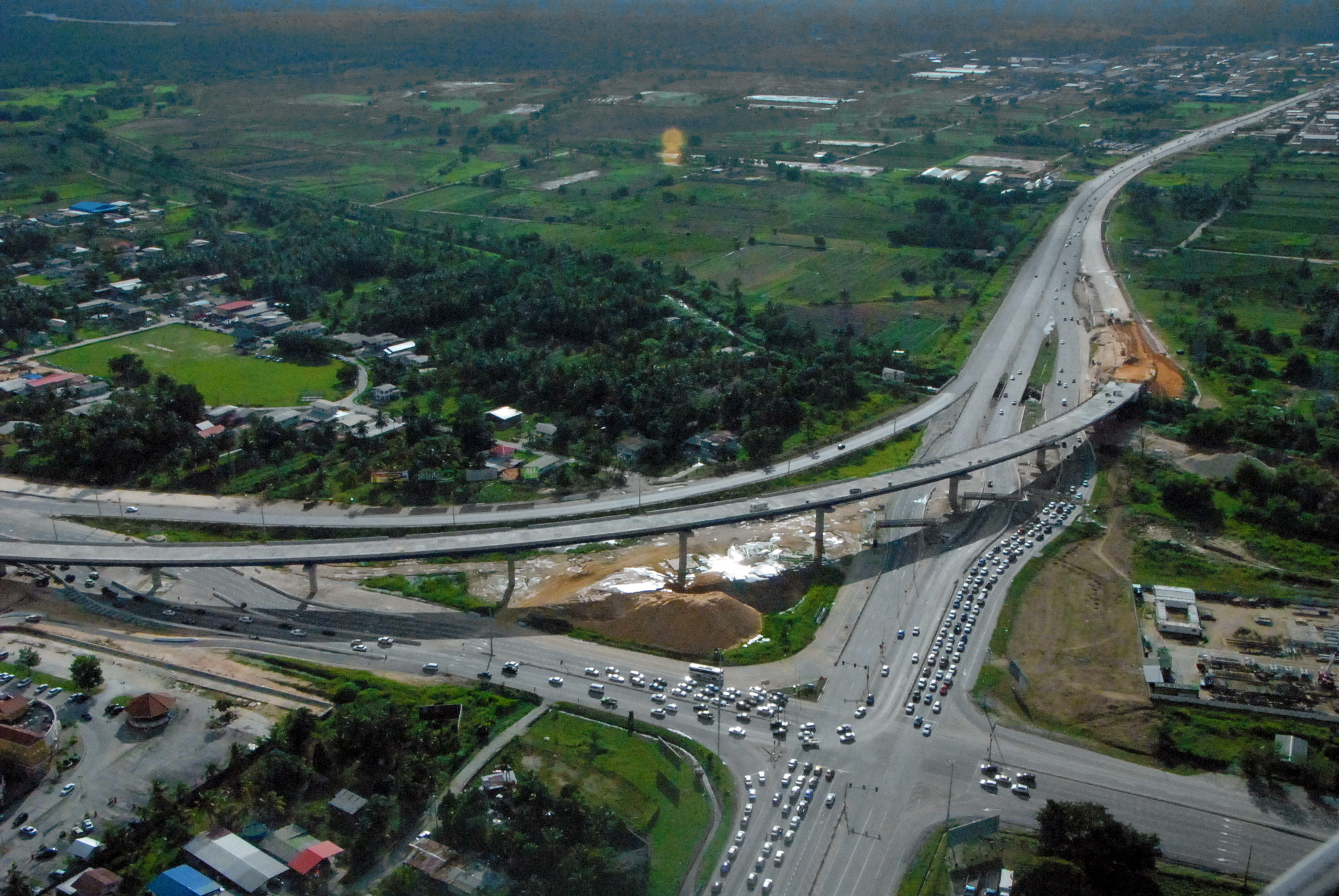
Kreuzung Uriah Butler Highway und Churchill Roosevelt Highway, Blick nach Westen

Bis zum Zweiten Weltkrieg lief der Nord-Süd-Verkehr in Trinidad hauptsächlich über die zwischen Curepe und Point Fortin verlaufende Southern Main Road. Die während des Zweiten Weltkriegs auf Trinidad stationierte Armee der USA benötigte zusätzliche Transportwege, um Material von der Marinebasis in Chaguaramas zur Luftwaffenbasis in Wallerfield östlich von Arima zu befördern. Die US-Armee errichtete hierfür in den 1940er-Jahren mit dem Churchill Roosevelt Highway den ersten Highway Trinidads. Nach dem Krieg wurde dieser einer zivilen Nutzung zugeführt, und die Regierung erwog den Bau eines ähnlichen Highways für die Nord-Süd-Achse. Der Uriah Butler Highway wurde 1958 erbaut, ursprünglich als Princess Margaret Highway, benannt nach Margaret, Countess of Snowdon. Zunächst war das nördliche Ende der Churchill Roosevelt Highway, und es gab nur zwei Fahrspuren. Mitte der 1980er-Jahre wurde die Straße zu einem vierspurigen, baulich in der Mitte getrennten Highway ausgebaut; die Umbenennung in Uriah Butler Highway erfolgte 1988. 2011 wurden der Highway um zwei weitere auf sechs Fahrspuren ergänzt. Namenspate ist Uriah Butler, ein Arbeiterführer der ersten Hälfte des 20. Jahrhunderts, dem eine Rolle beim Kampf gegen den Kolonialismus auf dem Weg zur Unabhängigkeit Trinidads zukommt.

## Sonstiges
Wie die meisten überregionalen Highways im Norden und Westen Trinidads ist der Uriah Butler Highway bekannt für eine hohe Zahl von Verkehrsunfällen. 2013 lag er in der Statistik der tödlichen Unfälle mit Fußgängern mit 21 % aller Toten an dritter Stelle der Highways.